# ゴルフパートナー
株式会社ゴルフパートナー（Golf Partner Co., Ltd.）は、東京都千代田区に本社を置くゴルフ用品店チェーン「ゴルフパートナー」を展開する企業。ゼビオホールディングスの完全子会社。

## 沿革
- 1999年 - 設立。
- 2000年 - オリジナルクラブ販売開始。
- 2001年 - ゴルフダイジェスト・オンラインと業務提携。
- 2004年 - インデックス・ホールディングスと資本提携。
- 2005年 - 住友商事と資本提携。
- 2006年 - ゴルフ練習場事業を開始。
- 2007年 - 東京証券取引所マザーズ市場に上場。
- 2008年 - 株式公開買い付け（TOB）により、ゼビオの子会社となる。
- 2009年 - ゼビオの完全子会社となり、上場廃止。
- 2012年 - フェスティバルゴルフを吸収合併。